# Lampa olejna

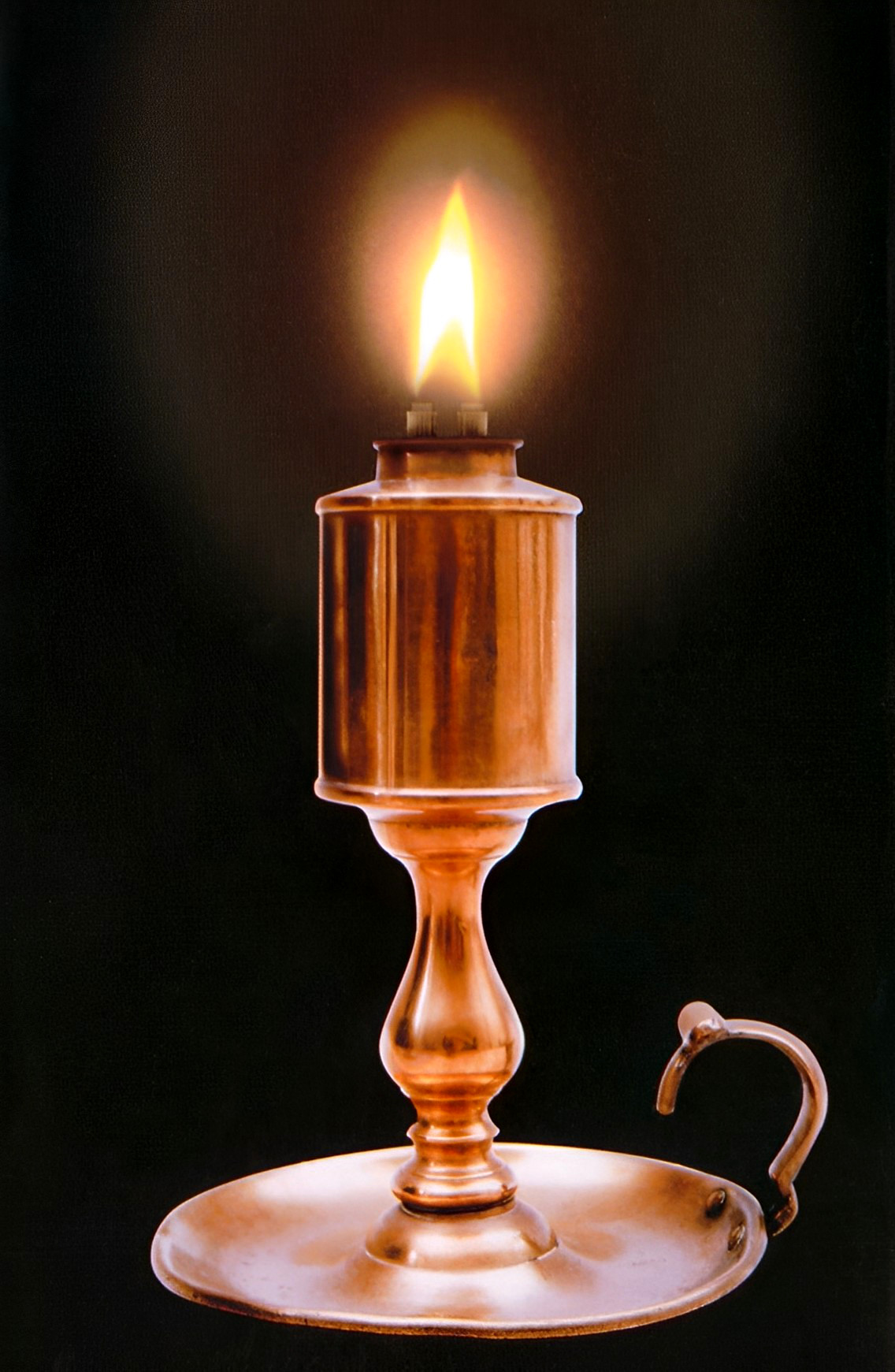
Lampa olejna zasilana olejem wielorybim

Lampa olejna – typ lampy, w której światło uzyskiwane jest poprzez spalanie oleju.

## Historia

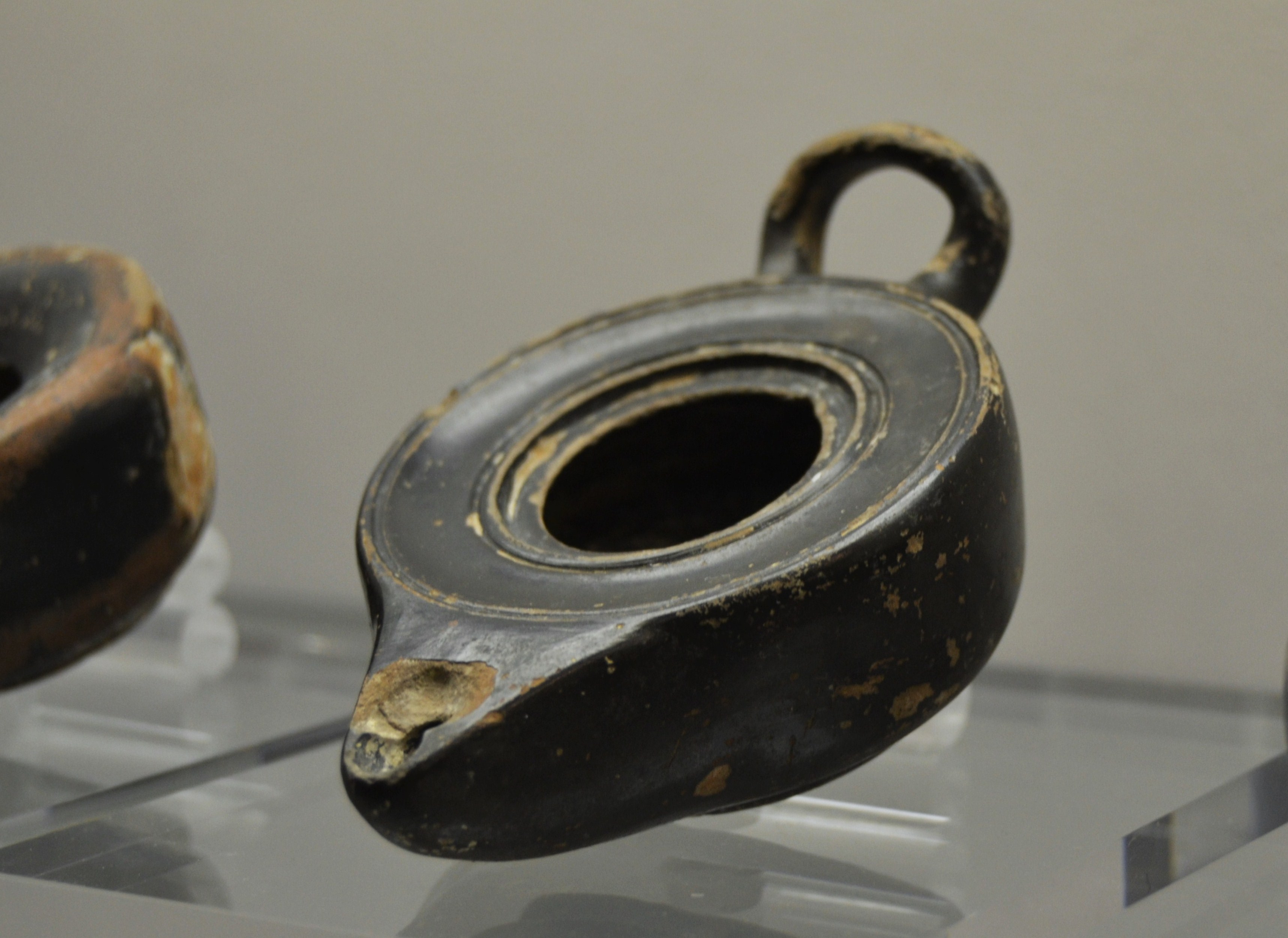
Grecki kaganek z IV w. p.n.e.

Własności palne olei były znane ludzkości od dawna i wykorzystywane w prymitywnych kagankach. Najprawdopodobniej jako pierwsze w tym celu wykorzystywane były muszle i naturalne wgłębienia w kamieniach, w które nalewano olej i podpalano. Starożytni Egipcjanie, Etruskowie, Grecy, Rzymianie używali kaganków ceramicznych w postaci odkrytych miseczek, które w późniejszym okresie zamykano od góry i wyposażano w dziobek dla knota i uszko do jej przenoszenia. Używano również kaganków wykonanych z żelaza oraz brązu, a oprócz standardowych lamp stojących zaczęto popularyzować wiszące, czy olejne latarnie.
Najstarsza stojąca szklana lampa olejna pochodzi z IX wieku (Persja). Na początku knot wykonywano z wysuszonego mchu, a później były to włókna lnu i konopi. Knot pleciony lub tkany znany był już w starożytnym Egipcie w II tysiącleciu p.n.e. Przez wieki nie unowocześniano lamp olejnych, dopiero w XV wieku Leonardo da Vinci opracował kilka projektów poprawiających świecenie lamp. W XVI wieku Girolamo Cardano, podnosząc poziom oleju ponad palący się koniec knota, istotnie poprawił świecenie lamp. Dalszymi ulepszeniami było wprowadzenie przez A. Quinqueta i A. Arganda w końcu XVIII wieku kominka szklanego oraz palnika Arganda. Na skutek wprowadzenia palnika na lampę olejną montowany jest klosz dla ochrony oczu przed oślepianiem.
W 1809 została skonstruowana przez Francuza Philipsa bezcieniowa (astralna) lampa olejna z białym kopulastym kloszem szklanym, która została ulepszona w 1819 również przez Francuza Bordier-Marceta. Lampa ta zapewniała bezpośrednie oświetlenie wokół podstawy lampy, a pośrednie pozostałej części pomieszczenia. Klosze szklane stosowano również w lampach olejnych wyposażonych w mechanizmy tłoczące olej do palnika (lampa Carcela – 1800, lampa Franchota – 1836). Używane były również lampy ścienne (kinkiety) oraz wiszące. 
Udoskonalone elementy i forma zewnętrzna lamp zostały przejęte w drugiej połowie XIX wieku do lamp naftowych, które z lampami gazowymi, a następnie z żarówką elektryczną wyparły z użycia lampy olejne.